# Paula Wrońska
Paula Wrońska (ur. 1 grudnia 1991 w Lęborku) – polska strzelczyni, uczestniczka LIO Londyn 2012.
Jest żołnierzem Wojska Polskiego w stopniu szeregowej Ukończyła Gimnazjum numer 2 w Lęborku.

## Osiągnięcia

### Igrzyska olimpijskie
- Londyn 2012
  - karabin pneumatyczny 10 m – 47. miejsce[7]

### Puchar Świata
- Londyn 2012
  - 4. miejsce w zawodach strzeleckiego Pucharu Świata w konkurencji karabinu pneumatycznego 40[8]

### Mistrzostwa świata
- Monachium 2010[9]
  - 35. miejsce w konkurencji 60 strz. leżąc juniorek
  - 64. miejsce w konkurencji karabinu sportowego 3x20 juniorek
  - 74. miejsce w konkurencji karabinu pneumatycznego juniorek
- Grenada 2014
  - 1. miejsce w konkurencji karabin sportowy trzy postawy (3x20 z 300 m) (drużynowo) – 1717 pkt. (rekord świata)[10][11]

### Mistrzostwa Europy
- Osijek 2009
  - 2. miejsce w karabinie ksp 3x20 juniorek[12]
  - 2. miejsce w karabinie ksp 3x20 juniorek (drużynowo)[13]
  - 39. miejsce w konkurencji karabin sportowy 60 strz. leżąc juniorek[14]
  - 5. miejsce w konkurencji karabin sportowy 60 strz. leżąc juniorek (drużynowo)[15]
- Belgrad 2011
  - 5. miejsce w konkurencji ksp 3x20 juniorek[16]
  - 5. miejsce w konkurencji ksp 3x20 juniorek (drużynowo)[17]
- Vierumaeki 2012
  - 10. miejsce w konkurencji kpn 40 kobiet – kwalifikacja olimpijska[18]
- Osijek 2013
  - 3. miejsce w karabinie sportowym leżąc 60 strz. (drużynowo)[19]
  - 3. miejsce w karabinie sportowym trzy postawy 3 × 20 strz. (drużynowo)[20]

### Wojskowe Mistrzostwa Świata
- Guangzhou 2012
  - 1. miejsce – karabin sportowy leżąc, 60 strzałów (drużynowo)[21]
  - 2. miejsce – karabin sportowy trzy postawy, 3 × 20 strzałów (drużynowo)[22]

### Mistrzostwa Polski
- 2008
  - 1. miejsce na Mistrzostwach Polski Juniorów Zielona Góra 2008 w konkurencji karabin pneumatyczny 40 strzałów juniorek[23]
  - 2. miejsce na Mistrzostwach Polski Juniorów Zielona Góra 2008 w konkurencji karabin sportowy 3x20 juniorek[24]
  - 7. miejsce na Mistrzostwach Polski Juniorów Zielona Góra 2008 w konkurencji karabin sportowy 60 strzałów leżąc juniorek[25]
- 2009
  - 1. miejsce na Mistrzostwach Polski Juniorów Bydgoszcz 2009 w konkurencji karabin sportowy 3x20 strzałów[26]
  - 1. miejsce na Mistrzostwach Polski Juniorów Bydgoszcz 2009 w konkurencji karabin pneumatyczny 40 strzałów[27]
  - 2. miejsce na Mistrzostwach Polski Juniorów Bydgoszcz 2009 w konkurencji karabin sportowy 60 strzałów leżąc[28]
  - 1. miejsce na Mistrzostwach Polski Kobiet i Mężczyzn Wrocław 2009 w konkurencji karabin sportowy 3x20 kobiet (drużynowo)[29]
  - 2. miejsce na Mistrzostwach Polski Kobiet i Mężczyzn Wrocław 2009 w konkurencji karabin pneumatyczny 40 strzałów kobiet (drużynowo)[30]
  - 4. miejsce na Mistrzostwach Polski Kobiet i Mężczyzn Wrocław 2009 w konkurencji karabin sportowy 3x20 kobiet[31]
- 2010
  - 1. miejsce na Mistrzostwach Polski Kobiet i Mężczyzn Wrocław 2010 w konkurencji karabin sportowy 60 strzałów leżąc kobiet[32]
  - 1. miejsce na Mistrzostwach Polski Kobiet i Mężczyzn Wrocław 2010 w konkurencji karabin pneumatyczny 40 strzałów kobiet[33]
  - 2. miejsce na Mistrzostwach Polski Kobiet i Mężczyzn Wrocław 2010 w konkurencji karabin pneumatyczny 40 strzałów kobiet (drużynowo)[33]
  - 3. miejsce na Mistrzostwach Polski Kobiet i Mężczyzn Wrocław 2010 w konkurencji karabin sportowy 3x20 strzałów kobiet (drużynowo)[34]
- 2011
  - 1. miejsce na Mistrzostwach Polski Juniorów Wrocław 2011 w konkurencji karabin sportowy 60 strzałów[35]
  - 1. miejsce na Mistrzostwach Polski Juniorów Wrocław 2011 w konkurencji karabin sportowy 60 strzałów (drużynowo)[35]
  - 1. miejsce na Mistrzostwach Polski Juniorów Wrocław 2011 w konkurencji karabin sportowy 3x20 strzałów[36]
  - 1. miejsce na Mistrzostwach Polski Juniorów Wrocław 2011 w konkurencji karabin pneumatyczny 40 strzałów[37]
- 2012
  - 3. miejsce na Mistrzostwach Polski Kobiet i Mężczyzn Wrocław 2012 w konkurencji karabin sportowy 3x20 kobiet[38]
  - 1. miejsce na Młodzieżowych Mistrzostwach Polski Wrocław 2012 w konkurencji karabin sportowy 3x20 strzałów seniorek[39]
  - 1. miejsce na Młodzieżowych Mistrzostwach Polski Wrocław 2012 w konkurencji karabin pneumatyczny 40 strzałów seniorek[40]
  - 4. miejsce na Młodzieżowych Mistrzostwach Polski Wrocław 2012 w konkurencji karabin sportowy 60 strzałów seniorek[41]